# حشره‌خوار فیلچه‌ای صخره‌ای شرقی
حشره خوار فیلچه‌ای صخره‌ای شرقی (نام علمی: Elephantulus myurus) نام یک گونه از سرده حشره‌خوارهای فیلچه‌ای است. این گونه در بوتسوانا، موزامببک، آفریقای جنوبی، و زیمبابوه یافت می‌شود. زیستگاهش چمنزارهای صخره‌ای می‌باشد.